# Вольнослушатель
Вольнослу́шатель — человек, посещающий высшее учебное заведение и допущенный ко всем видам учебных занятий и к государственным экзаменам, однако без предоставления ему прав и льгот студента или слушателя высших курсов.
Согласно словарю Брокгауза и Ефрона 1892 года, вольнослушатель — лицо, допущенное к слушанию лекций и к другим занятиям в высшем учебном заведении, но не состоящее в числе студентов, в Советской энциклопедии — это лицо, допущенное ко всем видам учебных занятий в высшем учебном заведении, а также к государственным экзаменам (после сдачи всех зачётов и курсовых экзаменов), но без прав и льгот, предоставляемых студентам.

## История
Австро-Венгрия
До Октябрьской революции в российских университетах и университетах Австро-Венгрии институт вольнослушателей пользовался популярностью.
Российская империя
По университетскому уставу 1863 года, приём вольнослушателей определялся правилами, составленными Советом каждого университета и утверждёнными попечителем учебного округа. Университетский устав 1884 года определял, что в числе вольнослушателей, под именем посторонних слушателей, могут быть допущены лишь лица, имеющие определённое общественное положение или занятие; выработка же правил о приёме их предоставлена министру народного просвещения. За нарушение университетских порядков посторонние слушатели могут быть временно удалены из университета, по распоряжению инспектора; воспрещение же этим лицам дальнейшего входа в университет зависит от ректора.
СССР
В первые годы Советской власти любому гражданину, достигшему 16 лет, разрешалось бесплатно посещать учебные занятия в вузе в качестве вольнослушателя. Позднее[когда?] в Союзе ССР институт вольнослушателей был упразднён в связи с организацией государственной системы вечернего и заочного образования.
ФРГ
В Германии каждый зимний семестр обучаются около 30 — 40 тысяч вольнослушателей. При этом в большинстве немецких университетов вольнослушатели лишены права сдавать экзамены (в ряде земель есть прямой запрет, двух сдача экзаменов разрешена, в остальных согласно уставу университета).